# Velike Rebrce
Velike Rebrce este o localitate din comuna Ivančna Gorica, Slovenia, cu o populație de 31 de locuitori.